# Crassimarginatella solidula
Crassimarginatella solidula är en mossdjursart som först beskrevs av Walter Douglas Hincks 1860.  Crassimarginatella solidula ingår i släktet Crassimarginatella och familjen Calloporidae. Inga underarter finns listade i Catalogue of Life.